# Yungasvägen
Yungasvägen numer "gamla Yungasvägen" (spanska: Camino a los Yungas, även El Camino de la Muerte, Dödens väg) är en väg, som numer är nedlagd för motortrafik, mellan La Paz och Coroico som ligger 56 kilometer nordost om La Paz i Yungasregionen i Bolivia. Vägen var ökänd för att vara mycket riskabel och kallades "världens farligaste väg". Varje år omkom mellan 200 och 300 människor där. Längs vägen finns kors uppsatta som visar var fordon har kört av vägen. 

## Beskrivning
Vägen börjar i La Paz och stiger därefter upp till omkring 4 650 meter över havet innan den går utför och slutar vid 330 meter. Den övergår snabbt från kallt Altiplanoklimat till regnskog medan den slingrar sig utefter branta bergväggar och klippor.
På grund av att vägen är så smal och dessutom saknar vägräcken, var den mycket farlig för fordonstrafik. Regn och dimma gör sikten dålig och vägarna leriga samtidigt som det faller sten från bergväggarna. Den 24 juli 1983 åkte en buss av vägen och ner i en ravin, där fler än 100 passagerare dödades i vad som sägs vara Bolivias värsta trafikolycka.
En av de lokala vägreglerna sade att den förare som körde nedåt längs vägen aldrig hade förkörsrätt, utan måste vika ut i vägkanten vid möte. Utöver detta rådde vänstertrafik på vägen, till skillnad från högertrafik i övriga Bolivia. Detta gav förare i vänsterstyrda fordon mer kontroll över var fordonets vänstra sida befann sig och gjorde därmed möten säkrare.

## Historik
Vägen byggdes på 1930-talet av fängslade paraguayaner under Chacokriget. Det var en av de få vägar som sammanband Amazonas regnskogsregion i norra Bolivia, Yungas, med huvudstaden.
Vägen har på grund av sin farlighet sedan 1990-talet varit en populär turistattraktion, framför allt för mountainbikecyklister. 2006 invigdes en ny bilväg mellan La Paz och Coroico, vilket gjort att den gamla vägen minskat i betydelse och numer är inte fordonstrafik tillåten.

## Bildgalleri

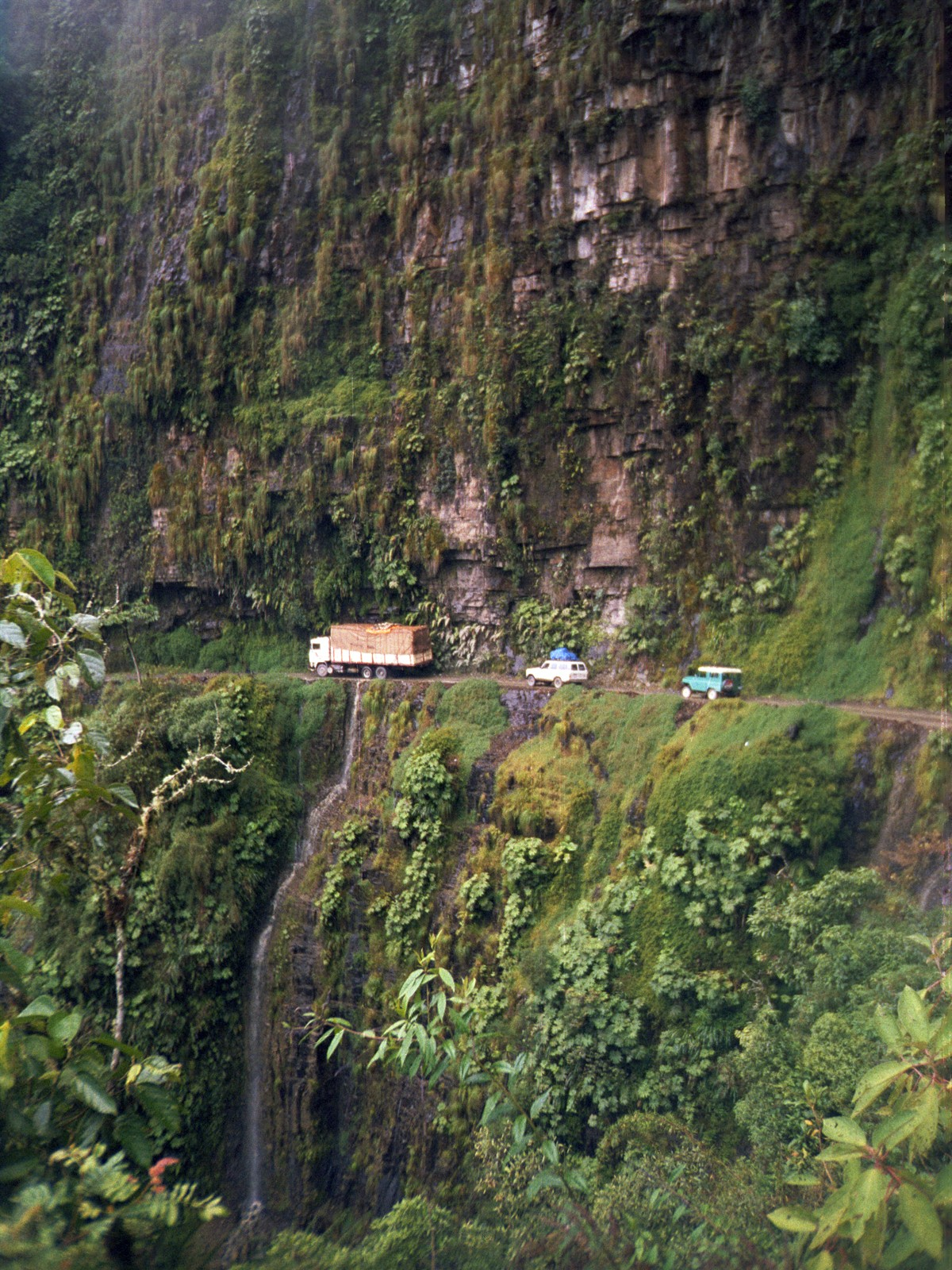
Den ofta enfiliga vägen löper till stora delar längs med branta bergssidor.
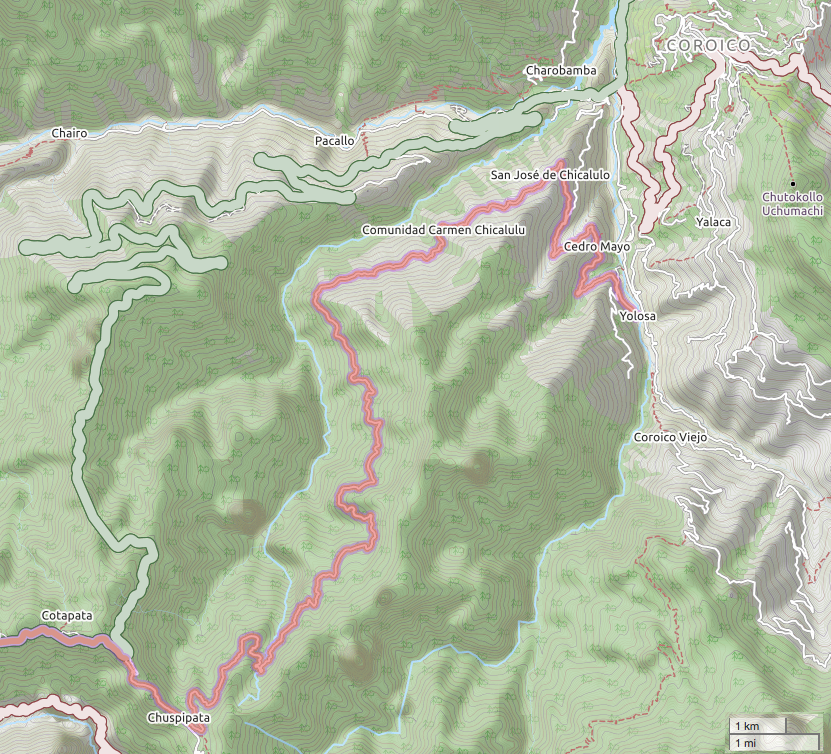
Rött: den äldre numer, "cykelvägen", väster om Coroico, grönt: nybyggd sträckning 2006.